# 漢陽大駅
漢陽大駅（ハニャンデえき）は、大韓民国ソウル特別市城東区杏堂洞にあるソウル交通公社2号線の駅。駅番号は;209。

## 駅構造

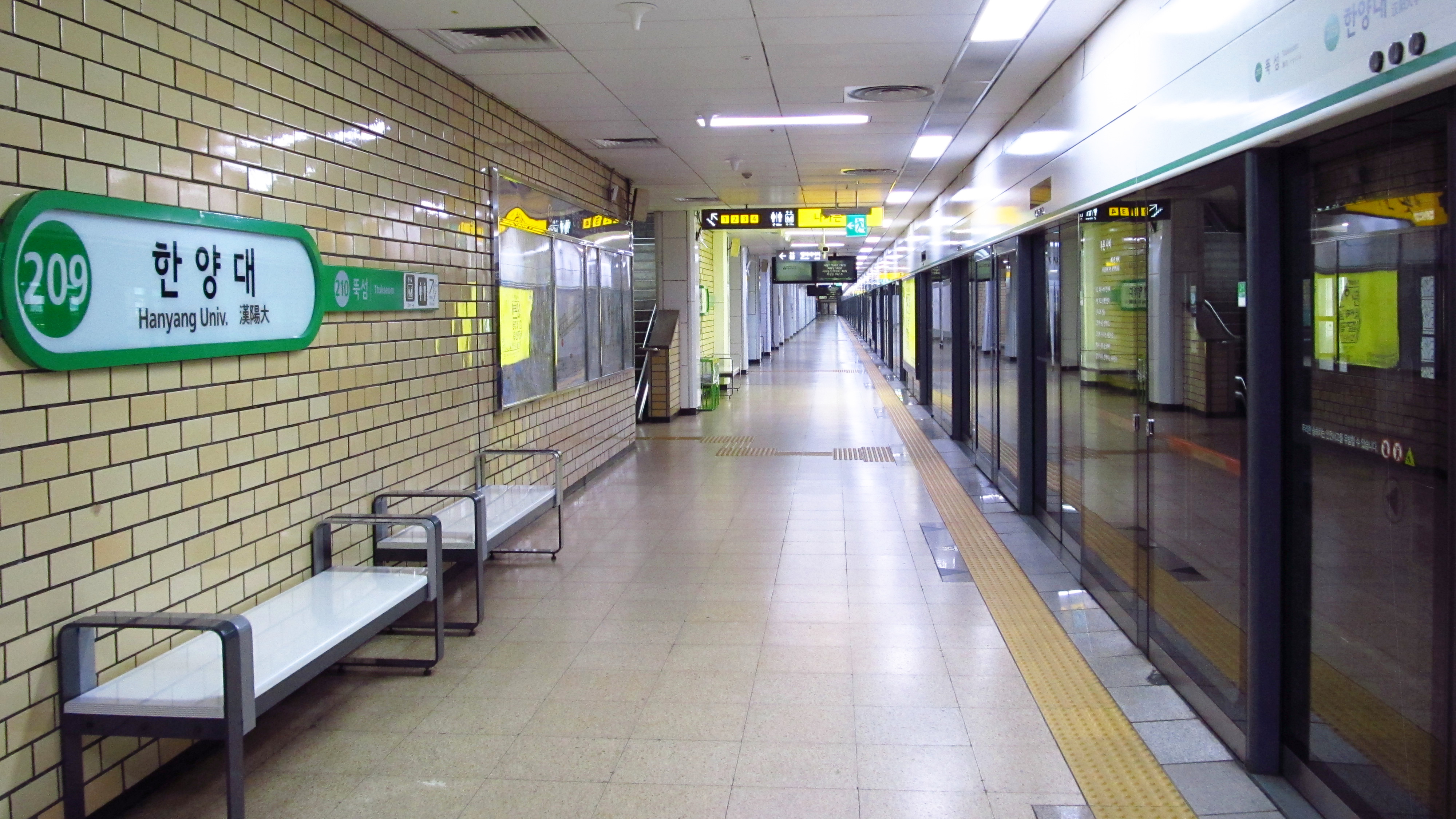
ホーム

相対式ホーム2面2線を有する地上駅で、フルスクリーンタイプのホームドアが設置されている。ホーム往十里方はトンネル内、トゥクソム方は地上となっている。内回りホームの壁には窓がついている。
改札口は2ヶ所あるが、両方とも内回り・外回りホーム別々に設置されており、改札内でのホーム間の移動はできない。化粧室は改札外にある。
エレベーター完備。出入口は1番から4番まであり、駅名の由来でもある漢陽大学校は2番出入口で直接つながっている。

### のりば
- 案内上ののりば番号は設定されていない。

| 内回り | 2号線 | 聖水・建大入口・蚕室・総合運動場方面 |
| 外回り | 2号線 | 往十里・乙支路3街・市庁・忠正路方面  |

## 利用状況
近年の一日平均利用人員推移は下記のとおり。
| 路線  | 路線     | 2000年 | 2001年 | 2002年 | 2003年 | 2004年 | 2005年 | 2006年 | 2007年 | 2008年 | 2009年 | 出典  |
| ----- | -------- | ------ | ------ | ------ | ------ | ------ | ------ | ------ | ------ | ------ | ------ | ----- |
| 2号線 | 乗車人員 | 13,770 | 14,369 | 15,099 | 15,265 | 15,139 | 14,613 | 13,984 | 13,906 | 13,865 | 13,706 | [ 1 ] |
| 2号線 | 降車人員 | 16,649 | 17,714 | 18,242 | 18,485 | 18,068 | 17,140 | 16,231 | 16,015 | 15,729 | 15,577 | [ 1 ] |
| 2号線 | 乗降人員 | 30,419 | 32,083 | 33,341 | 33,750 | 33,207 | 31,753 | 30,216 | 29,921 | 29,594 | 29,283 | [ 1 ] |
| 路線  | 路線     | 2010年 | 2011年 | 2012年 | 2013年 | 2014年 | 2015年 |        |        |        |        | [ 1 ] |
| 2号線 | 乗車人員 | 13,360 | 12,989 | 12,701 | 12,216 | 12,021 | 11,927 |        |        |        |        | [ 1 ] |
| 2号線 | 降車人員 | 15,271 | 15,014 | 14,498 | 14,103 | 13,931 | 13,904 |        |        |        |        | [ 1 ] |
| 2号線 | 乗降人員 | 28,631 | 28,003 | 27,199 | 26,319 | 25,951 | 25,830 |        |        |        |        | [ 1 ] |

## 駅周辺
- 漢陽大学校
- 漢陽大学校附属病院
- 徳寿高等学校
- 中浪川
- 清渓川
- ソウルの森
- サルコジ公園
- 杏堂中学校
- 沙斤洞住民センター
- 沙斤洞治安センター
- 漢陽市場
- 国民健康保険公団城東支社
- 城東橋

## 歴史
- 1983年9月16日 - 開業。

## 隣の駅
ソウル交通公社
 2号線
往十里駅 (208) - 漢陽大駅 (209) - トゥクソム駅 (210)